# Tim Bevan
Pour les articles homonymes, voir Bevan.
Tim Bevan, de son vrai nom Timothy John Bevan, est un producteur de cinéma et de télévision britannique né le 20 décembre 1957 à Queenstown (Nouvelle-Zélande).

## Biographie
En 1983, il fonde avec Sarah Radclyffe (en) la société de production Working Title Films,

## Filmographie

### Cinéma
- 1985 : My Beautiful Laundrette de Stephen Frears
- 1987 : Sammy et Rosie s'envoient en l'air de Stephen Frears
- 1987 : Personal Services de Terry Jones
- 1988 : Paperhouse de Bernard Rose
- 1988 : Pour la gloire de Martin Stellman
- 1988 : Un monde à part de Chris Menges
- 1989 : Diamond Skulls de Nick Broomfield
- 1989 : The Tall Guy de Mel Smith
- 1990 : Fools of Fortune de Pat O'Connor
- 1990 : Chicago Joe et la Showgirl de Bernard Rose
- 1991 : London Kills Me (en) de Hanif Kureishi
- 1991 : Robin des Bois de John Irvin
- 1991 : Drop Dead Fred d'Ate de Jong
- 1992 : Bob Roberts de Tim Robbins
- 1992 : Cœur de métisse de Vincent Ward
- 1993 : Romeo Is Bleeding de Peter Medak
- 1993 : La Revanche de Jesse Lee de Mario Van Peebles
- 1994 : That Eye, the Sky (en) de John Ruane
- 1994 : Le Grand Saut de Joel et Ethan Coen
- 1994 : Quatre mariages et un enterrement de Mike Newell
- 1995 : La Dernière Marche de Tim Robbins
- 1995 : Moonlight et Valentino de David Anspaugh
- 1995 : French Kiss de Lawrence Kasdan
- 1995 : Panther de  Mario Van Peebles
- 1996 : Fargo de Joel et Ethan Coen
- 1996 : Loch Ness de John Henderson
- 1997 : Le Petit Monde des Borrowers de Peter Hewitt
- 1997 : L'Entremetteur de Mark Joffe
- 1997 : Bean de Mel Smith
- 1998 : The Hi-Lo Country de Stephen Frears
- 1998 : Elizabeth de Shekhar Kapur
- 1998 : What Rats Won't Do d'Alastair Reid
- 1998 : The Big Lebowski de Joel et Ethan Coen
- 1999 : Coup de foudre à Notting Hill de Roger Michell
- 1999 : Guns 1748 de Jake Scott
- 2000 : Les Larmes d'un homme de Sally Potter
- 2000 : O'Brother de Joel et Ethan Coen
- 2000 : High Fidelity de Stephen Frears
- 2001 : The Barber de Joel et Ethan Coen
- 2001 : Capitaine Corelli de John Madden
- 2001 : Le Journal de Bridget Jones de Sharon Maguire
- 2002 : My Little Eye de Marc Evans
- 2002 : Le Gourou et les Femmes de Daisy von Scherler Mayer
- 2002 : Pour un garçon de Chris Weitz et Paul Weitz
- 2002 : Ali G de Mark Mylod
- 2002 : 40 jours et 40 nuits de Michael Lehmann
- 2002 : Long Time Dead de Marcus Adams
- 2003 : Love Actually de Richard Curtis
- 2003 : Gettin' Square (en) de Jonathan Teplitzky
- 2003 : Braquage à l'italienne de F. Gary Gray
- 2003 : Johnny English de Peter Howitt
- 2003 : Ned Kelly de Gregor Jordan
- 2003 : Fausses Apparences de Neil LaBute
- 2003 : Thirteen de Catherine Hardwicke
- 2004 : Bridget Jones : L'Âge de raison de Beeban Kidron
- 2004 : Inside I'm Dancing de Damien O'Donnell
- 2004 : La Plus Belle Victoire de Richard Loncraine
- 2004 : Mickybo and Me de Terry Loane
- 2004 : Thunderbirds de Jonathan Frakes
- 2004 : Calcium Kid d'Alex De Rakoff
- 2004 : Shaun of the Dead d'Edgar Wright
- 2005 : Nanny McPhee de Kirk Jones
- 2005 : Orgueil et Préjugés de Joe Wright
- 2005 : L'Interprète de Sydney Pollack
- 2006 : Mise à prix de Joe Carnahan
- 2006 : Gone (en) de Ringan Ledwidge
- 2006 : Sixty Six de Paul Weiland
- 2006 : Au nom de la liberté de Phillip Noyce
- 2006 : Vol 93 de Paul Greengrass
- 2006 : No. 2 (en) de Toa Fraser
- 2007 : Elizabeth : L'Âge d'or de Shekhar Kapur
- 2007 : Reviens-moi de Joe Wright
- 2007 : Les Vacances de Mr. Bean de Steve Bendelack
- 2007 : Hot Fuzz d'Edgar Wright
- 2008 : Frost/Nixon de Ron Howard
- 2008 : Burn After Reading de Joel et Ethan Coen
- 2008 : Wild Child de Nick Moore
- 2008 : Un jour, peut-être d'Adam Brooks
- 2009 : A Serious Man de Joel et Ethan Coen
- 2009 : Le Soliste de Joe Wright
- 2009 : Jeux de pouvoir de Kevin Macdonald
- 2009 : Good Morning England de Richard Curtis
- 2010 : Senna de Manish Pandey
- 2010 : Nanny McPhee et le Big Bang de Susanna White
- 2010 : Green Zone de Paul Greengrass
- 2011 : Johnny English, le retour d'Oliver Parker
- 2011 : La Taupe de Tomas Alfredson
- 2011 : Paul de Greg Mottola
- 2012 : Les Misérables de Tom Hooper
- 2012 : Anna Karénine de Joe Wright
- 2012 : Miracle en Alaska de Ken Kwapis
- 2012 : Contrebande de Baltasar Kormákur
- 2013 : Rush de Ron Howard
- 2013 : Closed Circuit de John Crowley
- 2013 : Le Dernier Pub avant la fin du monde d'Edgar Wright
- 2013 : Il était temps de Richard Curtis
- 2013 : Mariage à l'anglaise de Dan Mazer
- 2014 : Favelas de Stephen Daldry
- 2014 : Une merveilleuse histoire du temps de James Marsh
- 2014 : The Two Faces of January de Hossein Amini
- 2015 : The Program de Stephen Frears
- 2016 : Ave, César ! (Hail, Caesar!) de Joel et Ethan Coen
- 2016 : Bridget Jones Baby (Bridget Jones's Baby) de Sharon Maguire
- 2017 : Baby Driver d'Edgar Wright
- 2017 : Confident Royal (Victoria & Abdul) de Stephen Frears
- 2017 : Le Bonhomme de neige (The Snowman) de Tomas Alfredson
- 2017 : Les Heures sombres (Darkest Hour) de Joe Wright
- 2018 : Otages à Entebbe (7 Days in Entebbe) de José Padilha
- 2018 : Gentlemen cambrioleurs (King of Thieves) de James Marsh
- 2018 : Marie Stuart, reine d’Écosse (Mary Queen of Scots) de Josie Rourke
- 2019 : Radioactive de Marjane Satrapi
- 2019 : Alex, le destin d'un roi (The Kid Who Would Be King) de Joe Cornish
- 2019 : Yesterday de Danny Boyle
- 2021 : Last Night in Soho d'Edgar Wright
- 2021 : Cyrano de Joe Wright
- 2022 : Ticket to Paradise d'Ol Parker
- 2023 : Drive-Away Dolls d'Ethan Coen
- 2025 : Bridget Jones : Folle de lui (Bridget Jones: Mad About the Boy) de Michael Morris
- 2025 : Honey Don't! d'Ethan Coen
- 2025 : Crime 101 de Bart Layton

### Télévision
- 1988 : Echoes (Série)
- 1992 : The Borrowers (Série)
- 1993 : Les Chroniques de San Francisco (Série)
- 1998 : Les Chroniques de San Francisco (Série)
- 2001 : Les Chroniques de San Francisco (Série)
- 2007 : Les Tudors (Série)
- 2008 : Frontline (documentaire)
- 2011 : Le mini Noël des Borrowers (Téléfilm)
- 2011 : Love Bites (Série)
- 2012 : True Love (Série)
- 2012 : Masterpiece Theatre (Série)
- 2012 : Birdsong (Série)
- 2013 : Yonderland (Série)
- 2013 : Mary & Martha: Deux mères courage (Téléfilm)
- 2014 : The Secrets (Série)
- 2014 : About a Boy (Séries)
- 2015 : London Spy (Série)

## Distinctions

### Récompenses
- BAFTA 1999 : BAFA du meilleur film britannique (Elizabeth), conjointement avec Alison Owen et Eric Fellner
- BAFTA 2008 : BAFA du meilleur film (Reviens-moi) conjointement avec Eric Fellner et Paul Webster
- BAFTA 2012 : BAFA du meilleur film britannique (La Taupe), conjointement avec Tomas Alfredson, Eric Fellner, Robyn Slovo, Bridget O'Connor et Peter Straughan
- BAFTA 2015 : BAFA du meilleur film britannique (Une merveilleuse histoire du temps), conjointement avec James Marsh, Eric Fellner, Lisa Bruce et Anthony McCarten

### Nominations
- BAFTA 1998 : Le Petit Monde des Borrowers pour le BAFA du meilleur film britannique
- Oscars 1999 : Elizabeth pour l'Oscar du meilleur film
- BAFTA 1999 : Elizabeth pour le BAFA du meilleur film (Elizabeth)
- BAFTA 2002 : Le Journal de Bridget Jones pour le BAFA du meilleur film britannique
- BAFTA 2004 : Love Actually pour le BAFA du meilleur film britannique
- BAFTA 2006 : Orgueil et Préjugés pour le BAFA du meilleur film britannique
- BAFTA 2007 : Vol 93 pour le BAFA du meilleur film britannique
- BAFTA 2008 : Reviens-moi pour le BAFA du meilleur film britannique
- Oscars 2008 : Reviens-moi pour l'Oscar du meilleur film
- BAFTA 2009 : Frost/Nixon pour le BAFA du meilleur film
- BAFTA 2012 :
  - La Taupe pour le BAFA du meilleur film
  - Senna pour le BAFA du meilleur film britannique
- Oscars 2013 : Les Misérables pour l'Oscar du meilleur film
- BAFTA 2013 :
  - Les Misérables pour le BAFA du meilleur film
  - Anna Karénine pour le BAFA du meilleur film britannique
  - Les Misérables pour le BAFA du meilleur film britannique
- Oscars 2015 : Une merveilleuse histoire du temps pour l'Oscar du meilleur film
- BAFTA 2015 :
  - Une merveilleuse histoire du temps pour le BAFA du meilleur film
  - Favelas pour le BAFA du meilleur film en langue étrangère